# 佩尔马斯农村居民点
佩尔马斯农村居民点（俄语：Пермасское сельское поселение）是俄罗斯联邦沃洛格达州尼科利斯克区所属的一个农村居民点。其下辖有21个居民点，行政中心为佩尔马斯。据2015年统计，该农村居民点的人口为762人。